# ウルグアイ領南極
ウルグアイ領南極 (ウルグアイりょうなんきょく、スペイン語: Antártida Uruguaya)とは、ウルグアイの科学者フリオ・セザール・ムッソが同国によって主権を主張されるべきだと考えていた南極大陸の地域である。それは特定の定義を行ったものでも、領有の主張を行ったものでもなく、ウルグアイの南極海への拡張のための自然な行動を意図したものであった。ウルグアイは南極条約の締約国であり、南極において領有権の主張を行う権利が留保されている。

## ウルグアイ領南極の日

### 1985年の紙幣
1985年5月8日、当時上院議員であったルイス・アルベルト・ラカージェが、この日を「ウルグアイ領南極の日」(Día de la Antártida Uruguaya)として定め、南極の研究を宣伝し、若い世代に広める日にすることを目的に新紙幣を発表した。序文では、ラカージェは「ムッソ教授の教えに影響されたウルグアイ南極研究所の設立日として、私たちは8月28日を選んだ。この研究所は我が国の南極に対する使命が生まれ、成長する場所となっている。」と述べた。